# Chiasmopes namaquensis
Chiasmopes namaquensis là một loài nhện trong họ Pisauridae.
Loài này thuộc chi Chiasmopes. Chiasmopes namaquensis được Carl Friedrich Roewer miêu tả năm 1955.